# ارتش دوم (مجارستان)

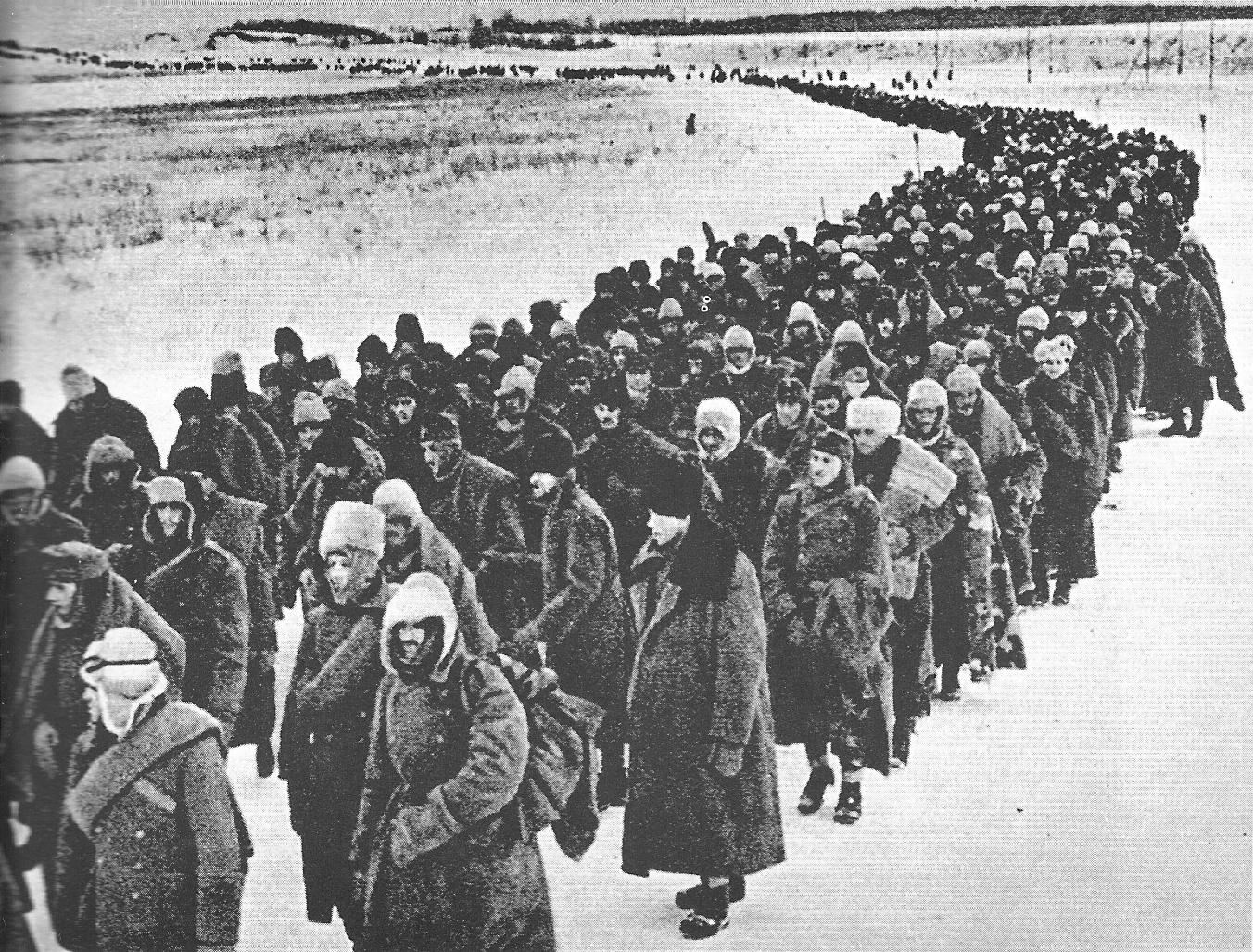
نمایی از ردیف اسیران جنگی ارتش مجارستان در نبرد استالینگراد - ۱۹۴۳

ارتش دوم (مجاری: Magyar 2. hadsereg) یکی از سه ارتش میدانی بود که توسط پادشاهی مجارستان ایجاد شد. این ارتش در طول جنگ جهانی دوم در عملیاتی شرکت داشت.